# Design for All (in ICT)
Er bestaan verschillende definities van Design for All (DfA, of de Amerikaanse term Universal design), onder andere: “Het ontwerp van producten en omgevingen zodat ze in de hoogst mogelijk mate bruikbaar zijn voor alle mensen, zonder de noodzaak aan aanpassingen of speciaal ontwerp” (The Trace Center),
“het ontwerpen van producten, diensten en omgevingen zodat ze door zo veel mogelijk mensen gebruikt kunnen worden, ongeacht hun leeftijd of fysieke kenmerken (bijvoorbeeld, lengte, visuele en auditieve capaciteiten of mobiliteit van de armen)”,
“Design for All in de informatiemaatschappij is de bewuste en systematische inspanning om proactief principes, methodes en instrumenten toe te passen, met het oog op de ontwikkeling van producten en diensten in de informatie- en telecommunicatietechnologie (IT & T) die toegankelijk en bruikbaar zijn voor alle burgers, dus ter voorkoming van aanpassingen achteraf, of een gespecialiseerd ontwerp” (Stephanidis et al, 2001),
“Design for All is ontwerp met het oog op de menselijke diversiteit, sociale inclusie en gelijkheid” (EIDD Design for All Europe, Verklaring van Stockholm, 2004).
Design for All in het kader van informatie- en communicatietechnologie (ICT) mag niet worden opgevat als een poging een enkele oplossing voor iedereen te bedenken, maar als een gebruikergerichte manier om producten te ontwerpen die automatisch aan de noden kunnen voldoen van een breed scala van menselijke vermogens, vaardigheden, eisen en voorkeuren. Bijgevolg is de uitkomst van het ontwerpproces niet noodzakelijk één specifiek ontwerp, maar een ontwerpruimte uitgerust met passende alternatieven, samen met de ratio van elk alternatief, dat wil zeggen de specifieke gebruiker en de gebruikseigenschappen waarvoor elk alternatief is ontworpen.

## Aanverwante begrippen
Hulpmiddelen voor gehandicapten, toegankelijkheid, “Universal Design” en “Inclusive Design” worden als aanverwante begrippen beschouwd ter ondersteuning van sociale inclusie. Universele toegankelijkheid gaat over het verlenen van toegang en houdt duidelijk verband met het begrip handicap.
Universele toegankelijkheid impliceert de toegankelijkheid en bruikbaarheid van informatie- en telecommunicatietechnologieën, door eender wie, eender waar, eender wanneer, de inclusie van personen men een functiebeperking in elke samenlevingscontext. Het is gericht op gelijke toegang voor en actieve deelname van potentieel alle mensen in bestaande en nieuwe computergemedieerde menselijke activiteiten, door het ontwikkelen van universeel toegankelijke en bruikbare producten en diensten en passende ondersteuningsfunctionaliteiten in de omgeving. Deze producten en diensten moeten in staat zijn tegemoet te komen aan de individuele behoeften van de gebruikers in verschillende gebruikscontexten, onafhankelijk van locatie, doel of omgeving. Daarom is de aanpak gericht op het gebruik van apparatuur of diensten veralgemeniseerd, met als doel het geven van toegang tot de informatiemaatschappij als zodanig. Burgers worden geacht te wonen in dichtbevolkte omgevingen met intelligente objecten, waar de uit te voeren taken en de wijze van uitvoering daarvan volledig opnieuw zijn gedefinieerd, waarbij een combinatie van activiteiten van de toegang tot informatie, interpersoonlijke communicatie, omgevingscontrole zijn meegenomen. Burgers moeten de mogelijkheid krijgen om ze gemakkelijk en aangenaam uit te voeren.
Design for All in ICT gebeurt voornamelijk binnen het vakgebied mens-computerinteractie (Engels: Human-Computer Interaction) en beoogt het tegemoetkomen aan de noden van een verscheidenheid van gebruikers. De redenering is dat, omdat gebruikers verschillend zijn en ze verschillende toegankelijkheid en bruikbaarheid eisen, het noodzakelijk is om rekening te houden met een ontwerpprocedure waarin de gebruiker centraal staat. Echter, de noodzakelijke omgeving is veel complexer en diversiteit moet worden gezien vanuit andere perspectieven. Allereerst de interactie is niet alleen meer met computers en terminals, maar met de omgeving en de objecten erin. Daarom zal het noodzakelijk zijn om een verscheidenheid van interactie paradigma's, metaforen, media en modaliteiten te overwegen. Alleen dan zullen gebruikers/burgers niet te maken krijgen met taken bepaald door de gebruikte toepassing, maar met te bereiken doelen in het dagelijks leven, welke verschillend zijn in diverse omgevingen en voor verschillende gebruikers. Bovendien, doelen zijn niet alleen complex omwille van de geplande samenvoeging van de functies in verband met de toegang tot informatie, interpersoonlijke communicatie, en omgevingscontrole, maar ook omdat ze gemeenschappen van gebruikers erbij kunnen betrekken. Ten slotte moet hetzelfde doel worden bereikt in vele verschillende contexten van gebruik. Dit geeft een idee van de complexiteit van de betrokken problemen, de beperking van de klassieke toegankelijkheidsconcepten, en de noodzaak van innovatieve benaderingen.

## Voordelen en uitdagingen
De mededeling van de Europese Commissie over eAccessibility uit 2005 onderscheidde een aantal praktische uitdagingen, en economische, wettelijke en beleidsmatige problemen ter verbetering van eAccessibility en eInclusion in Europa, en werkte een drievoudige aanpak uit op basis van de volgende punten:
1. toegankelijkheid in openbare aanbestedingen,
2. certificering van toegankelijkheid en
3. beter gebruik van bestaande wetgeving.

Hieruit volgen onder andere deze uitdagingen:
- de invoering van specifieke wettelijke maatregelen ter aanvulling en verbetering van de bestaande wetgeving,
- aanspreken en motiveren van bedrijven,
- effectieve benchmarking,
- geharmoniseerde standaardisatie,
- de opstelling van een curriculum voor Design for All en
- inspelen op toekomstige onderzoeksactiviteiten.

Voor een diepgaande bespreking van de uitdagingen en voordelen van Design for All in het kader van de huidige ICT, zie ook het EdeAN Witboek (2005)
en het “Verslag over de gevolgen van technologische ontwikkelingen inzake e-toegankelijkheid”.
 van het DfA @ e-inclusionproject

## Wet- en regelgeving
De huidige beleidscontext van toegankelijkheid in de informatiemaatschappij in Europa is het i2010-initiatief. Het initiatief "i2010 - Een Europese informatiemaatschappij voor groei en werkgelegenheid" werd door de Europese Commissie gelanceerd als kader voor het aanpakken van de belangrijkste uitdagingen en ontwikkelingen in de informatie-maatschappij en de mediasector tot 2010. Het bevordert een open en concurrerende digitale economie en benadrukt ICT als motor van integratie en levenskwaliteit. Het initiatief omvat een scala aan EU-beleidsinstrumenten om de ontwikkeling van de digitale economie te bevorderen, zoals regelgeving, onderzoek en partnerschappen met belanghebbenden.

### Gelijkheid en non-discriminatie
Het doel van de Europese Strategie rond handicap is een samenleving die open en toegankelijk is voor iedereen. De barrières moeten worden geïdentificeerd en verwijderd. De Disability Strategy van de Europese Unie heeft drie belangrijke doelen: samenwerking tussen de Commissie en de lidstaten, de volledige participatie van mensen met een handicap en integratie van gehandicapten in het beleid.
Non-discriminatie is ook een van de algemene beginselen van het “Verdrag inzake de rechten van personen met een handicap”,
 aangenomen door de Algemene Vergadering van de Verenigde Naties op 13 december 2006 en dat werd geopend voor handtekeningen op 30 maart 2007.

### Telecommunicatie en informatiemaatschappij
De Europese wetgeving kent een lange met betrekking tot telecommunicatie. In 2002 nam de Europese Unie een nieuw regelgevend kader aan voor elektronische communicatienetwerken en -diensten, dat alle vormen van vaste en draadloze telecommunicatie, datatransmissie en omroep omvat. Vanuit het perspectief van Design for All zijn de belangrijkste richtlijnen de richtlijn inzake een gemeenschappelijk regelgevingskader en de richtlijn inzake de universele dienst en gebruikersrechten met betrekking tot elektronische communicatienetwerken en-diensten (universele dienstrichtlijn).

### Overheidsopdrachten
Openbare aanbestedingen zijn een belangrijke economische factor en zijn daarom een belangrijk instrument om de toegankelijkheid te bevorderen. Het wetgevende pakket van richtlijnen inzake overheidsopdrachten, goedgekeurd in 2004 door het Europees Parlement en de EU-Raad van Ministers, zal bijdragen tot vereenvoudiging en modernisering van aanbestedings-procedures. De nieuwe richtlijnen maken het mogelijk om met de toegankelijkheidsbehoeften rekening te houden in verschillende fasen van een aanbestedingsprocedure. Bij het opstellen van technische specificaties is het handig om naar bestaande normen te kunnen verwijzen. Er bestaan al veel CEN-, ETSI- en ITU-normen die voor dit doel gebruikt kunnen worden. Daarnaast heeft men ook reeds gebruikgemaakt van de richtlijnen van het Web Accessibility Initiative en van nationale richtlijnen.
Het mandaat M/376 dat de Europese Commissie eind 2005 aan de Europese normalisatie-instellingen CEN, CENELEC en ETSI gaf heeft als doel om toegankelijkheidsvereisten op te stellen voor de openbare aanbesteding van ICT-producten en diensten, en om een elektronisch toolkit te voorzien waarmee openbare aanbestedingen gebruik kunnen maken van deze geharmoniseerde vereisten.